# Realismo figurativo
El Realismo figurativo es una tendencia pictórica que se desarrolla en la segunda mitad del siglo XX. Es una tendencia semejante al realismo fotográfico o hiperrealismo.
En cuanto a las técnicas que utilizan son, en primer lugar, la fotografía, como punto de partida, que integran en sus cuadros como un elemento más. Tratan temas de la realidad inmediata. El estilo de los objetos presentados es estilizados, con ángulos y recortes. 
Pintores de esta tendencia fueron Peter Nagel y el Grupo Zebra (Gruppe Zebra en alemán) en el que se integró, así como Jorge Stever (Alemania, n. 1940). El Grupo Zebra fue una unión de pintores y escultores realistas. Fue creado en los años 1964-65 por Dieter Asmus, Peter Nagel, Dietmar Ullrich y Nikolaus Stoertenbecker, este último abandonó el grupo en 1976. Se convirtieron en miembros del grupo los escultores Christa Biederbick y Karl Heinz Biederbick así como Harro Jacob, que desde 1980 volvió a seguir su propio camino. Este grupo celebró exposiciones a lo largo de los años setenta y ochenta.
El significado del grupo en la historia del arte se basa en el hecho de que establecía las bases estilísticas del nuevo realismo en Alemania en una época en la que predominaba el tachismo y la Action Painting. 
Las características estilísticas del Grupo Zebra, que pueden extenderse a todo el Realismo figurativo son: el contraste entre la plasticidad y la superficie, el punto de vista funcional, se renuncia a la escritura, sencillez en las imágenes, frialdad que recuerda a la Nueva objetividad, integración de medios estilísticos de la fotografía, en particular de la fotografía periodística.

## Pintores
Domingo Álvarez Gómez pinta el estilo figurativo realista